# Eine kleine Frau
Eine kleine Frau ist eine von vier Erzählungen Franz Kafkas aus dem 1924 erschienenen Sammelband Ein Hungerkünstler. Es war das letzte Buch, an dem er vor seinem Tod arbeitete, und es erschien zwei Monate nach seinem Tod.

## Zusammenfassung
Der Ich-Erzähler schildert eine kleine, noch junge Frau aus seinem Umfeld. Sie wird als kokett, in Kleidung und Auftreten eigenwillig, aber eher ärmlich beschrieben. Das Problem der Frau besteht darin, dass der Erzähler ihr ständig in irgendeiner Form Anlass zum Ärgern gibt. Immer wieder betont der Erzähler, dass die kleine Frau ihn doch einfach ignorieren könnte. Er hat aus seiner Sicht gesehen überhaupt keine Beziehung zu der Frau und so könnte die Sache doch erledigt sein. Die kleine Frau aber reagiert auf diesen Vorschlag besonders erregt. Sie leidet offensichtlich sehr unter den geschilderten Verhältnissen, dessen Verursacher der Erzähler ist.
Der Erzähler erwartet, dass er sich vor der Welt rechtfertigen müsse für das, was er der kleinen Frau ungewollt antut. Aber er glaubt, dass man ihn nicht verurteilen wird, da er ein achtenswertes Mitglied der Gesellschaft ist. Dass die kleine Frau vielleicht in ihn verliebt sein könnte, weist er als Erklärung entschieden zurück. Die seltsame Konstellation besteht über Jahre und die Beteiligten werden älter. Der Erzähler denkt, dass er das Störende ausblenden kann und dass er sein bisheriges Leben ruhig wird fortsetzen dürfen trotz des Tobens der Frau.

## Textanalyse
In einem manischen Monolog berichtet der Erzähler über eine viele Jahre andauernde „Un-Beziehung“ (deren Ende noch längst nicht absehbar ist) zwischen dem Erzähler und einer kleinen Frau. Der Erzähler beeilt sich zu versichern, dass es sich keinesfalls um eine Liebesbeziehung von Seiten der Frau handelt. Er jedenfalls steht ihr – angeblich – völlig fremd und gleichgültig gegenüber.
Er könnte die „Beziehung“ beenden, falls er die kleine Frau „als Klette erkannt und für die Öffentlichkeit völlig geräuschlos unter seinem Stiefel zertreten hätte“. Das kann oder will er aber nicht. Er erwartet eine Entscheidung in der Sache von außen. Vom Schicksal? Von der Frau? Jedenfalls nicht von sich selbst. Wie könnte denn die Frau wirklich entscheiden, sie wird jedenfalls nie von ihm lassen. Der Leser wird Zeuge einer großen Verdrängung. Der Erzähler will sich keinesfalls eingestehen, dass das Verhalten dieser für ihn lästigen Frau darauf hindeuten könnte, dass sie starke Emotionen für ihn empfindet, wohl eine Art Hass-Liebe. Genau das aber würde das geschilderte Auftreten und die Leiden der Frau erklären.
Solange er es leugnet, kann er die kleine Frau auf Distanz halten, obwohl er sich gedanklich häufig mit ihr beschäftigt. Er will aber nichts anderes, als sein ruhiges Leben, in das durch die kleine Frau Unruhe kommt, weiterführen.

## Sprachstil
Auffallend ist die Sprache dieser Erzählung. Während Kafkas Erzählweise oft aus nüchtern fortschreitenden Sätzen besteht, hinter denen aber starke Emotionen lauern, ist der Sprachstil hier hektisch, ohne dass sich Bewegendes ereignen würde. Die Sätze sind in sich geschachtelt, wie übereinander getürmt. Manchmal geht der Sinn fast verloren. Der Erzähler gesteht sich selbst ein, dass er mit den Jahren „ein wenig unruhig“ geworden ist. Der Sprachstil wirft einen bezeichnenden Blick auf den inneren Zustand des Erzählers. Er schildert die Frau als nervös, kränklich, irrational und aufdringlich. Aber ähnliche Eigenschaften scheinen auch längst ihn selbst ergriffen zu haben.

## Biografische Deutung
Kafka schrieb diese Geschichte im Oktober 1923 in Berlin, wo er mit seiner letzten Freundin Dora Diamant lebte. Es gibt die Deutung, dass er dabei das schwierige Verhältnis zu seiner damaligen geldgierigen Vermieterin verarbeitet hat. Dieser Deutungsstrang ist allerdings nicht abschließend befriedigend. Das geschilderte Wesen, jung und ärmlich, assoziiert eigentlich nicht das Bild einer Vermieterin. Es klagt zwar über den Erzähler, stellt aber keine konkreten Forderungen. Das Verhältnis zwischen der kleinen Frau und dem Erzähler ist auf lange Zeit angelegt und nicht durch einen Wohnungswechsel schnell aufzuheben. Danach könnte doch eher eine vertrackte Beziehungsgeschichte den Hintergrund bilden, gerade auch, weil der Erzähler das leugnet, es also verdrängen will.
Kafkas problematisches Verhältnis zu Frauen ist in seinen biographischen Schriften zahlreich dokumentiert. Die Rolle der Frau in Kafkas Leben und Werk wurde schon früh in der Kafka-Forschung behandelt. Hier sind u. a. die Namen Heinz Politzer, Walter Sokel, Gilles Deleuze oder Reiner Stach zu nennen. Das weibliche Wesen ist für Kafka sowohl in seinem eigenen Leben als auch in dem vorliegenden Text Störung und Rettung zugleich. Gegenüber der Öffentlichkeit, also der Welt, ist im Text eine Art Allianz zwischen der kleinen Frau und dem ihr im Kampf verbundenen Erzähler entstanden.
Die kleine Frau ist auch in ihrer irrlichternden, puppenhaften Art bemerkenswert für den Erzähler. Ihr Auftreten und ihre Ausstattung scheinen Bezug zu nehmen auf das eigenartige Wesen oder Ding Odradek aus der Geschichte Die Sorge des Hausvaters.

## Zitat
- „Auch liegt ja, wenn man will, eine gewisse Verantwortung auf mir, denn so fremd mir die kleine Frau auch ist, und so sehr die einzige Beziehung, die zwischen uns besteht, der Ärger ist, den ich ihr bereite, oder vielmehr der Ärger, den sie sich von mir bereiten läßt, dürfte es mir doch nicht gleichgültig sein, wie sie sichtbar unter diesem Ärger auch körperlich leidet.“

## Rezeption
- v. Jagow, V. Liska (S. 69): „Ohne dass eine wahre Begegnung zwischen dem Mann und der kleinen Frau stattfände ereignet sich hier, all den Widerrufen zum Trotz, eine graduelle, im Prozess des Schreibens erfolgende Übernahme der Attribute der verstörenden Figur auf den Sprechenden, nicht zuletzt jener Eigenschaften wie Unruhe und irrationale Besessenheit, die im Text explizit mit Weiblichkeit assoziiert sind.“

## Ausgaben
- Franz Kafka: Ein Hungerkünstler. Vier Geschichten. Verlag Die Schmiede, Berlin 1924 (Erstausgabe).
- Franz Kafka: Sämtliche Erzählungen. Herausgegeben von Paul Raabe. Fischer-Taschenbuch-Verlag, Frankfurt/Main 1970, ISBN 3-596-21078-X.
- Franz Kafka: Die Erzählungen. Originalfassung, Roger Herms. Fischer Verlag, 1997, ISBN 3-596-13270-3.
- Franz Kafka: Drucke zu Lebzeiten. Herausgegeben von Wolf Kittler, Hans-Gerd Koch und Gerhard Neumann. Fischer Verlag, Frankfurt/Main 1996, S. 321–333.

## Sekundärliteratur
- Marcel Krings: Franz Kafka: Der 'Hungerkünstler'-Zyklus und die kleine Prosa von 1920–1924. Spätwerk – Judentum – Kunst. Universitätsverlag Winter, Heidelberg 2022, ISBN 978-3-8253-4940-0.
- Peter-André Alt: Franz Kafka: Der ewige Sohn. Eine Biographie. C.H. Beck, München 2005, ISBN 3-406-53441-4.
- Bernd Auerochs: Ein Hungerkünstler. Vier Geschichten. In: Manfred Engel, Bernd Auerochs (Hrsg.): Kafka-Handbuch. Leben – Werk – Wirkung. Metzler, Stuttgart/Weimar 2010, ISBN 978-3-476-02167-0, S. 318–329.
- Manfred Engel: Zu Kafkas Kunst- und Literaturtheorie. In: Manfred Engel, Bernd Auerochs (Hrsg.): Kafka-Handbuch. Leben – Werk – Wirkung. Metzler, Stuttgart/Weimar 2010, ISBN 978-3-476-02167-0, S. 483–498, bes. 486 f.
- Joachim Unseld: Franz Kafka Ein Schriftstellerleben. Carl Hanser Verlag, 1982, ISBN 3-446-13568-5 Ln.
- Bettina von Jagow, Oliver Jahraus: Kafka-Handbuch Leben-Werk-Wirkung. Vandenhoeck & Ruprecht, 2008, ISBN 978-3-525-20852-6 (Beitrag Vivian Liska).